# Lovex
Lovex — финский глэм-коллектив из города Тампере.

## История группы
Группа создана зимой 2001—2002 годов, когда давно знакомые друг с другом музыканты, игравшие в разных группах в течение нескольких лет, решили создать собственную рок-группу. Сначала вокалистом был Юсси Село (Jussi Selo), позже перешедший в Uniklubi. Состав группы окончательно определился к 2004 году, популярность пришла в 2005 году с выходом дебютных синглов «Bleeding» и «Guardian Angel», которые попали в эфир финских радиостанций. «Guardian Angel» продержался в официальном чарте синглов 13 недель.
Дебютный альбом группы, «Divine Insanity», был записан на студии Inkfish и выпущен 1 марта 2006 года. Впоследствии он был переиздан в других странах, в том числе в Японии.
В 2007 году группа принимала участие в отборочном туре Евровидения с композицией «Anyone, Anymore», однако стала лишь третьей после Thunderstone и Ханны Пакаринен.
В апреле 2008 года вышел второй альбом группы, «Pretend or Surrender», который был выпущен также в Германии (2 мая) и в Японии (21 мая).
В январе 2010 Lovex разместили демозапись «Marble Walls» на своей странице на Мyspace, которая входит в третий студийный альбом группы.
Летом 2010 года Lovex начали запись своего третьего альбома под названием «Watch Out!». 8 октября Вивиан объявил через Facebook, что альбом уже готов, всё, что осталось — это обложка альбома. В начале 2011 Lovex объявил, что релиз альбома назначен на 11 мая 2011. 11 февраля вышел сингл «Slave For The Glory». 5 апреля была закончена работа над обложкой альбома «Watch Out!». 14 апреля Lovex выпустили видео на песню «Slave For The Glory».
25 апреля группа приступила к работе над видео к песне «U.S.A».

## Состав группы
- Theon (наст. Torsti Mäkinen) — 26.7.1982 (вокал)
- Vivian Sin’Amor (наст. Risto Solopuro) — 8.9.1981 (гитара)
- Christian (наст. Teppo Kristian Toivonen) — 19.8.1983 (клавиши)
- Julian Drain (наст. Juho Järvensivu) — 11.3.1988 (ударные)
- Sammy Black (наст. Sami Saarela) — 1.1.1982 (гитара)
- Jason (наст. Timo Karlsson) — 7.5.1982 (бас)

## Дискография

### Альбомы
- 01.03.2006 — Divine Insanity
- 30.04.2008 — Pretend Or Surrender
- 11.05.2011 — Watch Out!
- 2013 год в музыке — State Of Mind

### Синглы
- 10.08.2005 — Bleeding
- 01.02.2006 — Guardian Angel
- 09.08.2006 — Die a little more
- 09.08.2006 — Remorse
- 21.02.2007 — Anyone Anymore
- 27.02.2008 — Take a Shot
- 28.05.2008 — Turn
- 11.02.2009 — Don’t Let Me Fall
- 11.02.2011 — Slave For The Glory
- 11.06.2011 — U.S.A.

### Видеоклипы
- Guardian Angel (2006)
- Bullet For The Pain (2006)
- Anyone, Anymore (2007)
- Take A Shot (2008)
- Turn (2008)
- Slave For The Glory (2011)
- U.S.A. (2011)
- Action (2013)
- Don Juan (2013)